# Resh (Népal)
Resh (en népalais : रेश) est un comité de développement villageois du Népal situé dans le district de Baglung. Au recensement de 2011, il comptait 4 713 habitants.